# Claude Firmin
Pour les articles homonymes, voir Firmin.
Claude Firmin né le 18 février 1864 à Avignon et mort dans la même ville le 8 décembre 1944 est un peintre français.

## Biographie
Claude Firmin, dit « le Goy » (« le boiteux » en provençal), peignit de nombreuses fresques pour l'hôtel de ville d'Avignon. il expose au Salon des artistes français de 1889 à 1922 ; il y obtient une mention honorable en 1902 pour Le Sentier des saules en Provence et Mon Doreur. Membre du groupe des Treize présidé par Clément Brun, il est considéré comme un maître provençal de la peinture. Il devient professeur en 1922, puis directeur de l'École des beaux-arts d'Avignon de 1937 à 1941. Il est nommé chevalier de la Légion d'honneur le 29 janvier 1937.
Les grands-parents d’Henri Rode, dans la cuisine de leur ferme de Cairanne, ont été peints par Firmin, en 1902.

## Œuvres dans les collections publiques
- Avignon
  - musée Calvet :
    - Le Brocanteur, ou Intérieur d'un réparateur d'objets d'art, 1896, huile sur toile, 108 × 128 cm[6],[7] ;
    - Sablières du Rhône à Villeneuve-les-Avignon, 1905, huile sur toile, 162 × 222 cm[8] ;
    - Portrait de Noël Biret dans son atelier, huile sur toile, 42 × 33,5 cm[9].

  - musée Louis-Vouland
    - La Régalade, 1910, huile sur toile ;
    - Intérieur de ferme, 1903, huile sur toile ;
    - Le Départ, 1914, huile sur toile, 46 × 38 cm.
- Carpentras
  - Musée Inguimbertine
    - Chez le repousseur de cuivre, huile sur toile 1891.

Œuvres de Claude Firmin
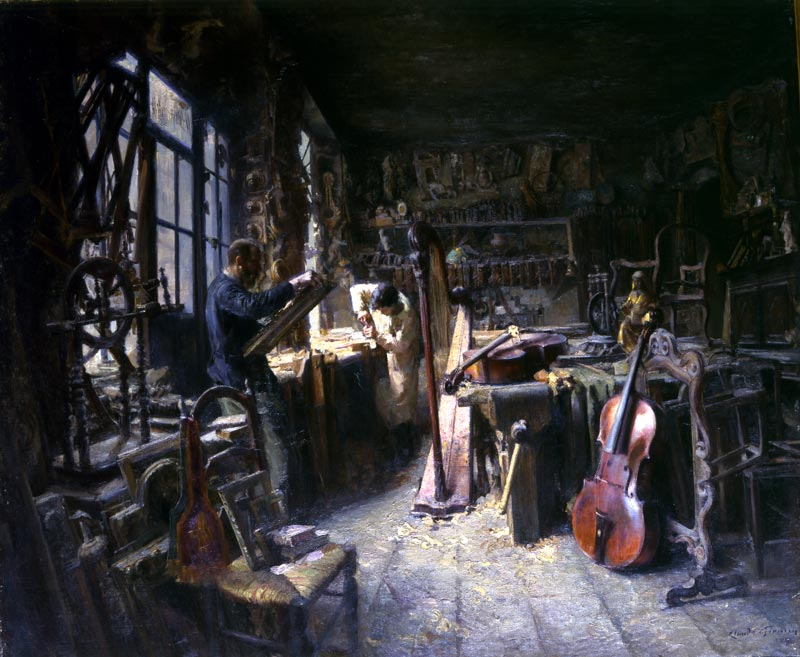
Intérieur d'un réparateur d'objets d'art (1896), Avignon, musée Calvet.
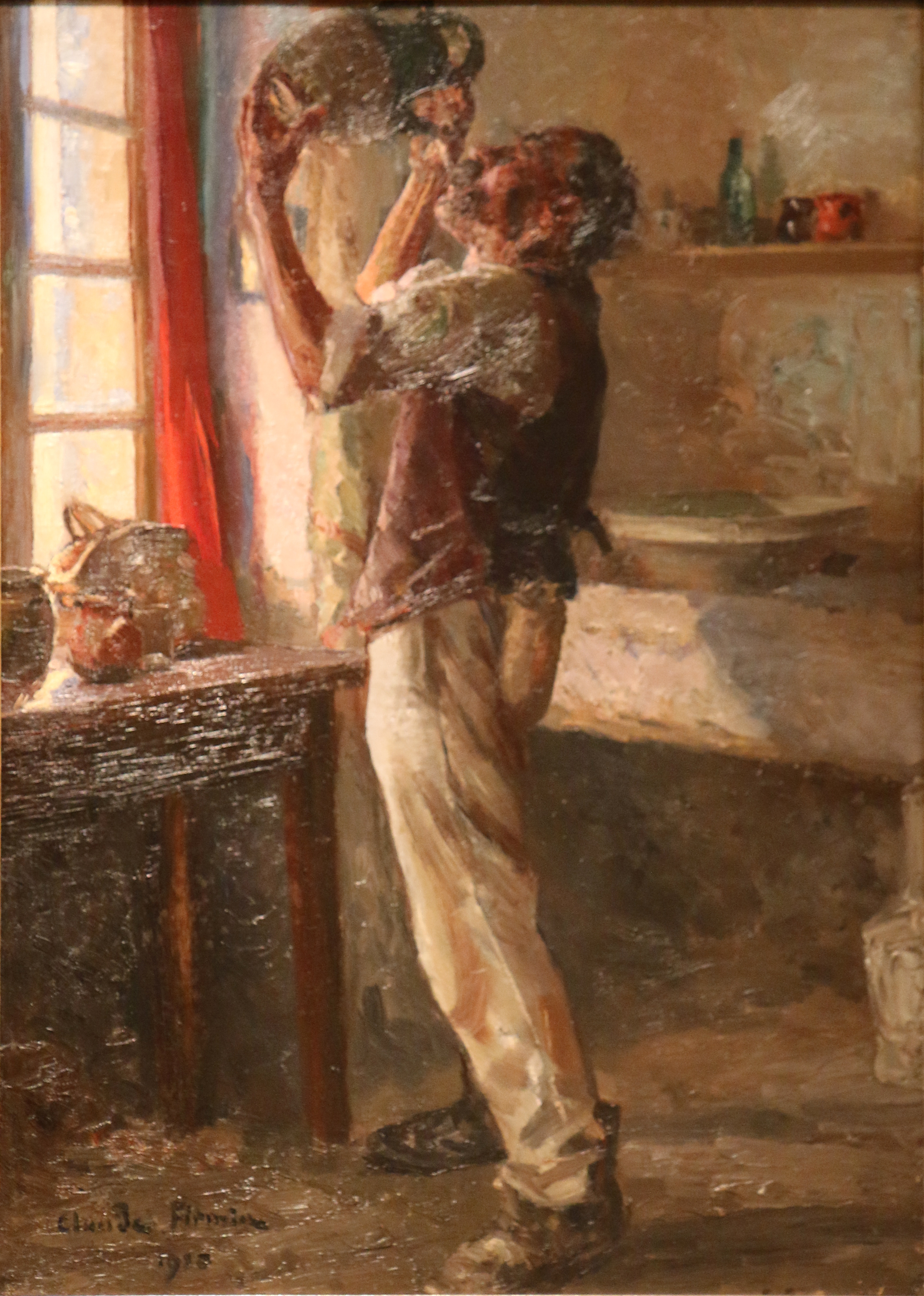
La Régalade (1901), Avignon, musée Louis-Vouland.
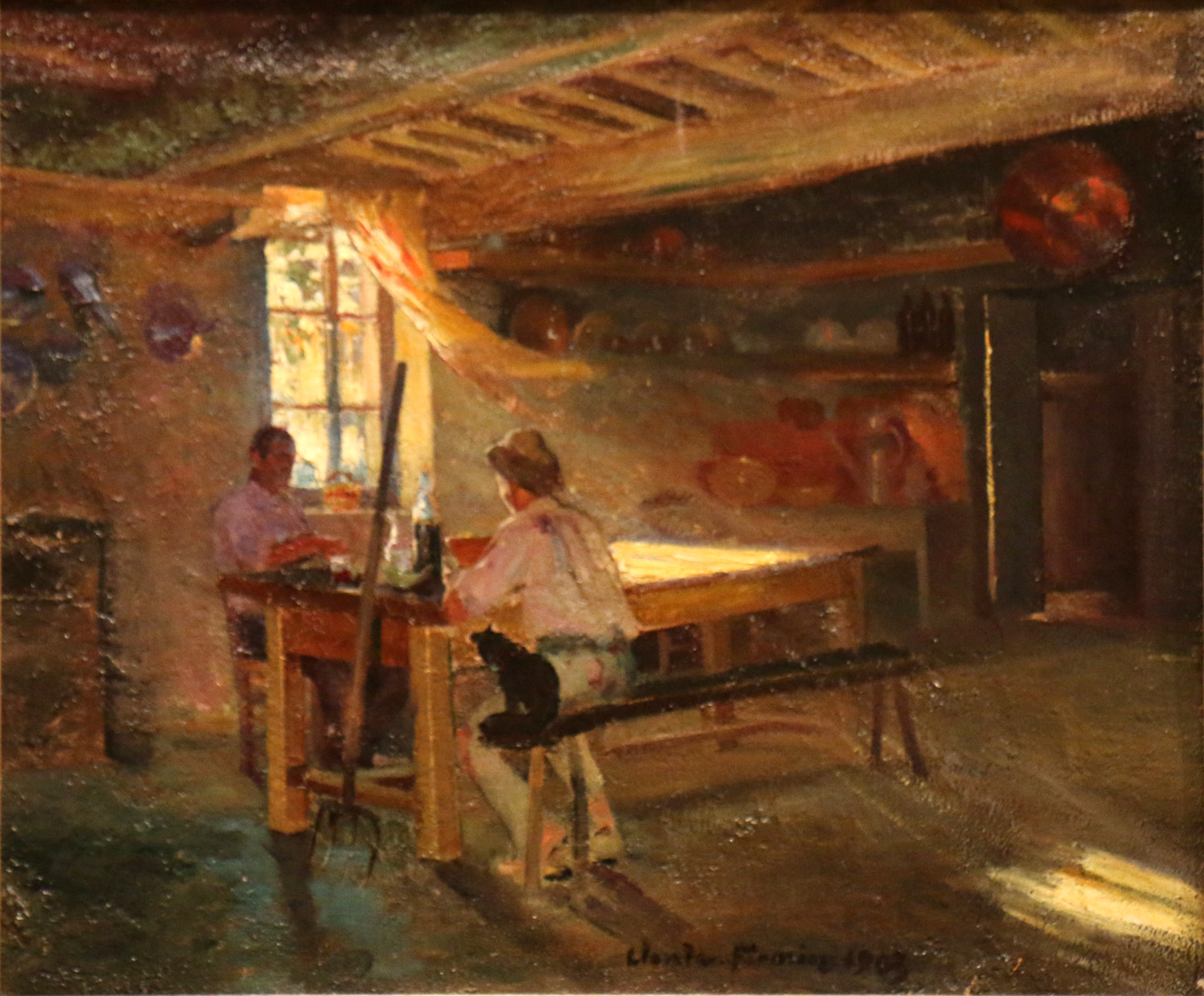
Intérieur de ferme (1903), Avignon, musée Louis-Vouland.
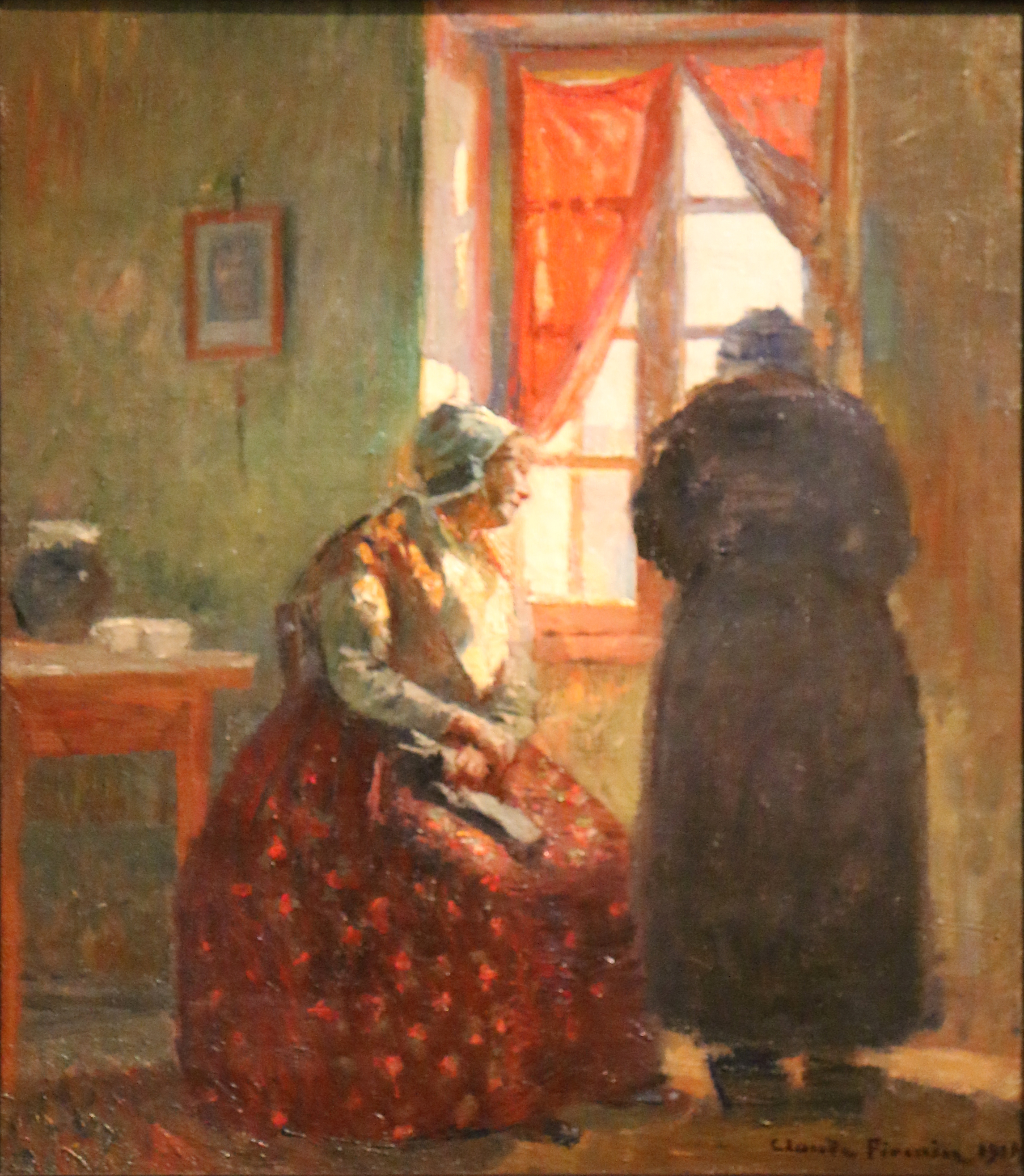
Le Départ (1914), Avignon, musée Louis-Vouland.